# L'Odeur après la pluie
Pour plus de détails, voir Fiche technique et Distribution.
L'Odeur après la pluie est un court métrage de fiction québécois réalisé par Sara Bourdeau,,,. Le film est présenté en première dans le cadre du Fantastique week-end du cinéma québécois au Festival international du film Fantasia, à Montréal, en 2016,. Il a été projeté dans divers festivals de courts métrages internationaux, dont le Festival international Longue vue sur le court de Montréal, le Festival Off-Courts Trouville, ainsi qu'au Festival Regard au Saguenay.

## Synopsis
Teintée d'une atmosphère western, cette comédie romantique met en scène Claire, récente veuve sexagénaire qui partage son quotidien avec sa sœur, Gisèle, dans sa maison de banlieue. Lors d'une journée caniculaire, son ancienne flamme, Julien, resurgit du passé avec de fermes intentions et fait rejaillir les souvenirs et les passions ensevelis de Claire ,,.

## Fiche technique
- Titre original : L'Odeur après la pluie
- Réalisation : Sara Bourdeau
- Scénario : Sara Bourdeau
- Photographie : Claudine Sauvé
- Direction artistique : Josie-Anne Lemieux
- Conception sonore : Luc Bouchard
- Prise de son : Laurent Bédard
- Montage : Odrée Lapointe
- Mixage sonore : Serge Boivin
- Production : Vuk Stojanovic, Christine Falco
- Société de production : Films Camera Oscura
- Société de distribution : Vidéographe
- Pays de production :  Canada ( Québec)
- Langue originale : français
- Format: couleur ― HD 16:9 ― stéréo
- Genre : Fiction
- Durée : 20 minutes 41 secondes
- Date de sortie : 
  - Canada : 2016

### Distribution
- Louise Portal : Claire
- Louise Bombardier : Gisèle
- Yves Corbeil : Julien

## Distinctions

### Récompenses
- 2016 : Prix Spira de la meilleure réalisation par une femme, Fantastique week-end du cinéma québécois, Festival Fantasia, Montréal, Canada
- 2016 : Prix Le Central, Festival Off-Courts, Trouville-sur-Mer, France[7]
- 2017 : Prix « Le train bleu », Festival du film Cinema on the Bayou, Lafayette, Louisiane